# Camarasauridae
Camarasauridae („ještěři s komorami“; zástupci = kamarasauridi) byli velcí až obrovští sauropodní dinosauři, žijící v období pozdní jury až rané křídy na území dnešní Severní Ameriky (USA), Jižní Ameriky (Argentina), Asie (Čína), východní Afriky (Tanzanie) a západní Evropy (Portugalsko a možná Velká Británie).

## Popis
Zástupci této čeledi byli mohutnými dlouhokrkými býložravci s relativně krátkou a vysokou hlavou. Nepatřili mezi největší známé sauropody, ale některé druhy byly s hmotností přes 20 tun obřími živočichy a patřily mezi největší zástupce fauny ve svých ekosystémech. Jejich krk byl oproti krku u jiných sauropodů relativně krátký, čelisti byly mohutné a vybavené zuby lžícovitého tvaru.

## Zařazení

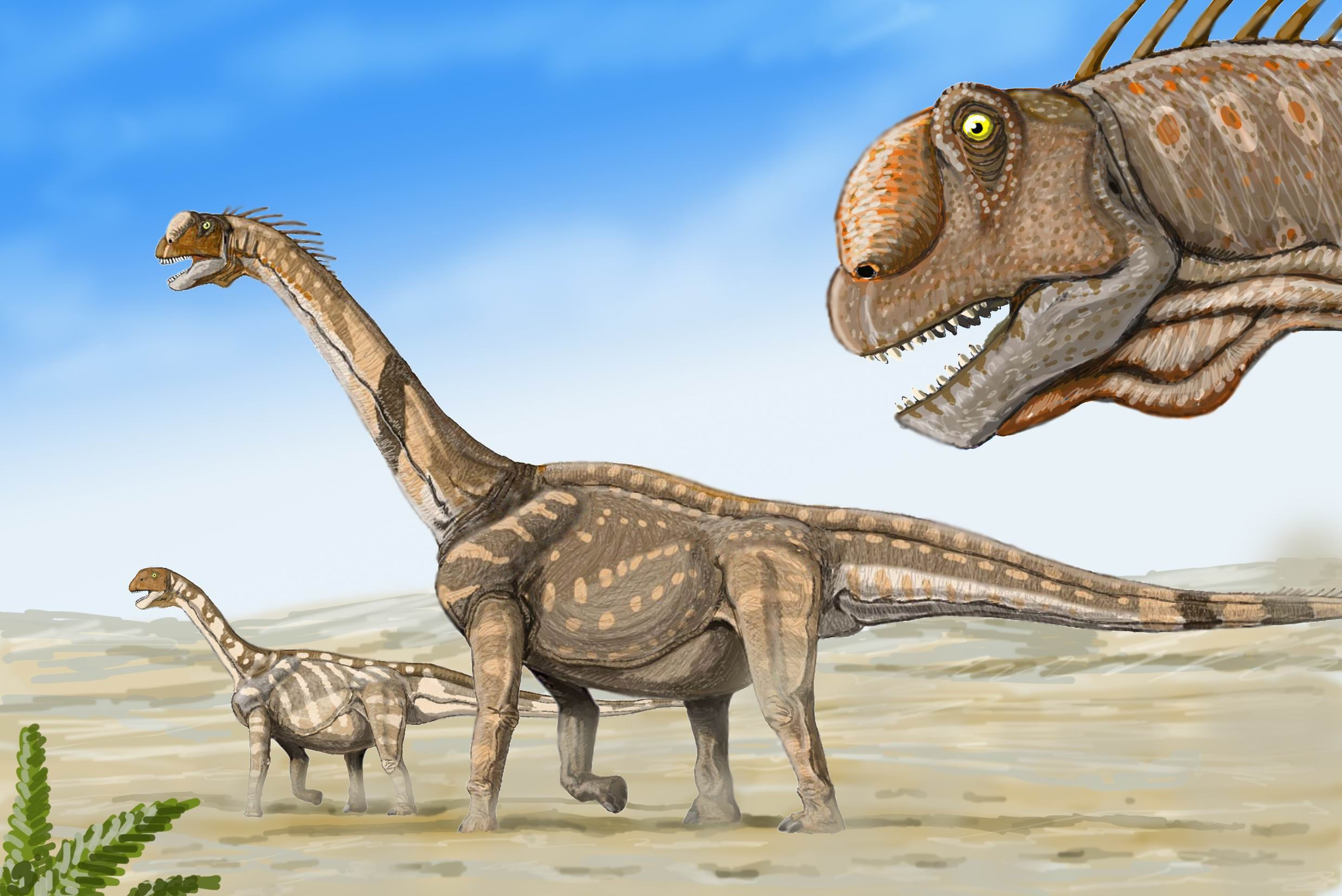
Rekonstrukce vzezření rodu Camarasaurus.

Čeleď Camarasauridae náleží do kladu Neosauropoda, Macronaria a Camarasauromorpha, je sesterskou skupinou kladu Titanosauriformes. Z hlediska kladistiky je lze definovat jako všechny sauropody blíže příbuzné rodu Camarasaurus supremus než rodu Saltasaurus loricatus.

## Zástupci
- Bellusaurus
- Camarasaurus
- Cathetosaurus
- Dashanpusaurus
- Lourinhasaurus
- ?Oplosaurus
- Tehuelchesaurus